# Mino Pasquini
Mino Pasquini (Follonica, 15 luglio 1910 – Roma, 21 marzo 1981) è stato un cestista e allenatore di pallacanestro italiano.

## Carriera
Ha vinto 5 scudetti: tre volte (1931, 1933 e 1935) con la Ginnastica Roma e due (1937-1938, 1938-1939) con la Borletti Milano.
Con la Nazionale, da giocatore, ha disputato gli Europei 1937 e 1939, mentre, da allenatore, ha partecipato agli Europei 1946, dove ha vinto la medaglia d'argento, e agli Europei 1947, in coppia con Elliott Van Zandt.

## Palmarès

### Giocatore

#### Club
- Campionato italiano: 5

Ginnastica Roma: 1931, 1933, 1935
Olimpia Milano: 1937-38, 1938-39

### Allenatore

#### Italia
- Europei

 Svizzera 1946